# Muntele Carmel
Muntele Carmel sau Munții Carmel (ebraică: Har Karmel הַר כַּרְמֶל,arabă جبل الكرمل Djabal al Karmal) este un lanț de munți în nord-vestul Israelului, care se întinde de la sud-est, din nordul munților Samariei (Shomron) până la nord-vest, la golful Haifa. Are o lungime de 23 km și o lățime de 8-10 km, iar înălțimea lor maximă este de 525,4 m deasupra mării (vârful Rom Carmel, lângă Isfiye). Aria muntelui Carmel (cu o suprafață de circa 245 km²) are forma unui triunghi care e mărginit de valea Yezreel (Esdraelon) la est și nord și valea Zevulun (Zebulon) și golful Haifa la nord, coasta Mării Mediterane la vest, și de înălțimile Menashe la sud-est (care fac legătura cu nordul munților Samariei).

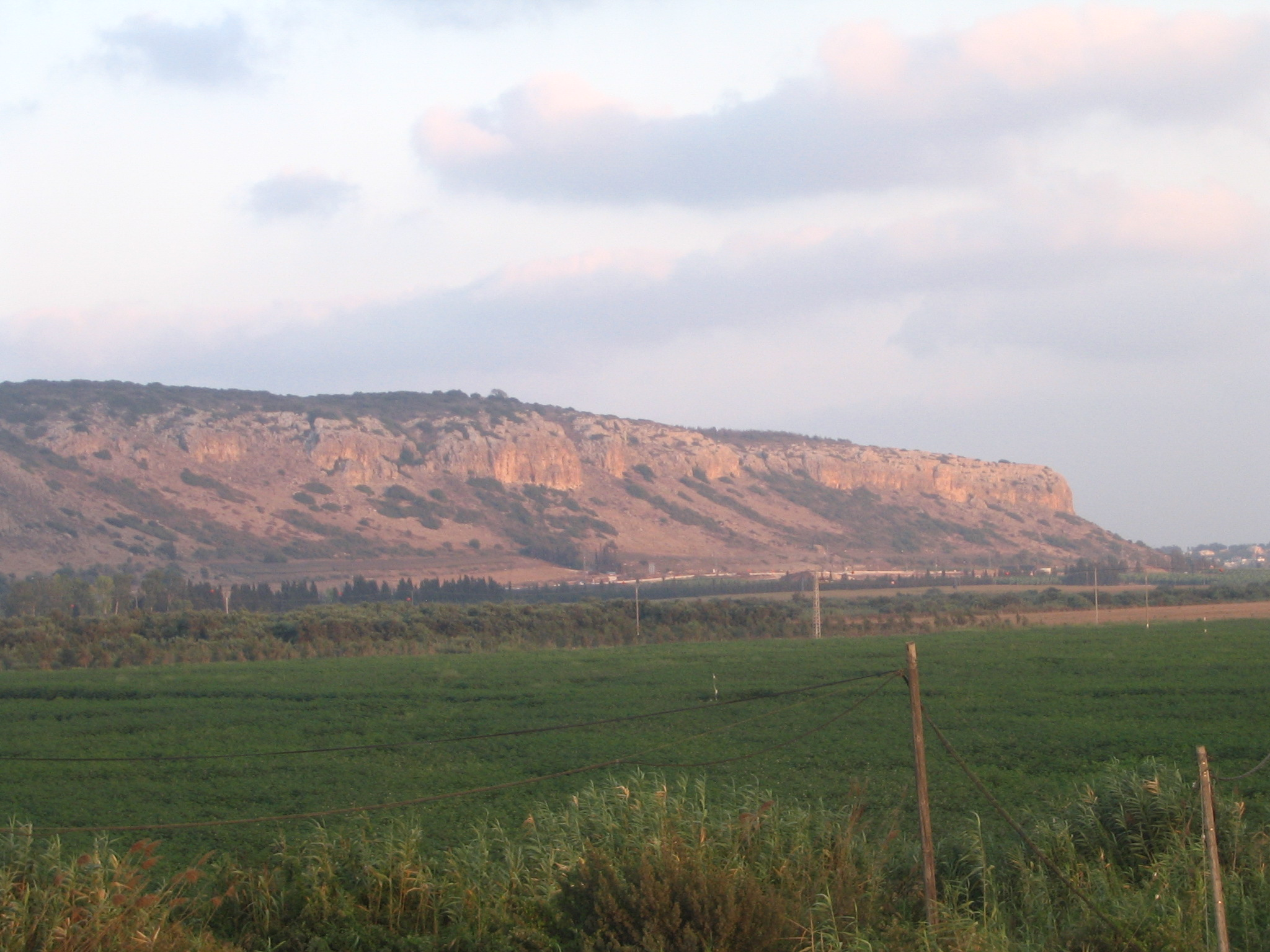
Flancul de sud-vest a Muntelui Carmel văzut dinspre sud-vest, de la kibutzul Maagan Mikhael, 2008

## Etimologie
Numele său derivă din limba ebraică "Kerem El - כרם אל" însemnând "Viia Domnului".

## Date generale
Din cauza nivelului relativ ridicat de precipitații Carmelul are o vegetație abundentă,datorită căreia i s-a conferit statutul de parc național.
La picioarele muntelui Carmel,la nord-est, se află orașul Haifa, important port și centru urban al Israelului.
Numele "carmel" este folosit de mănăstirile ordinului călugăresc catolic al carmeliților, deoarece prima dintre ele (Stella Maris) a fost întemeiată pe muntele Carmel.

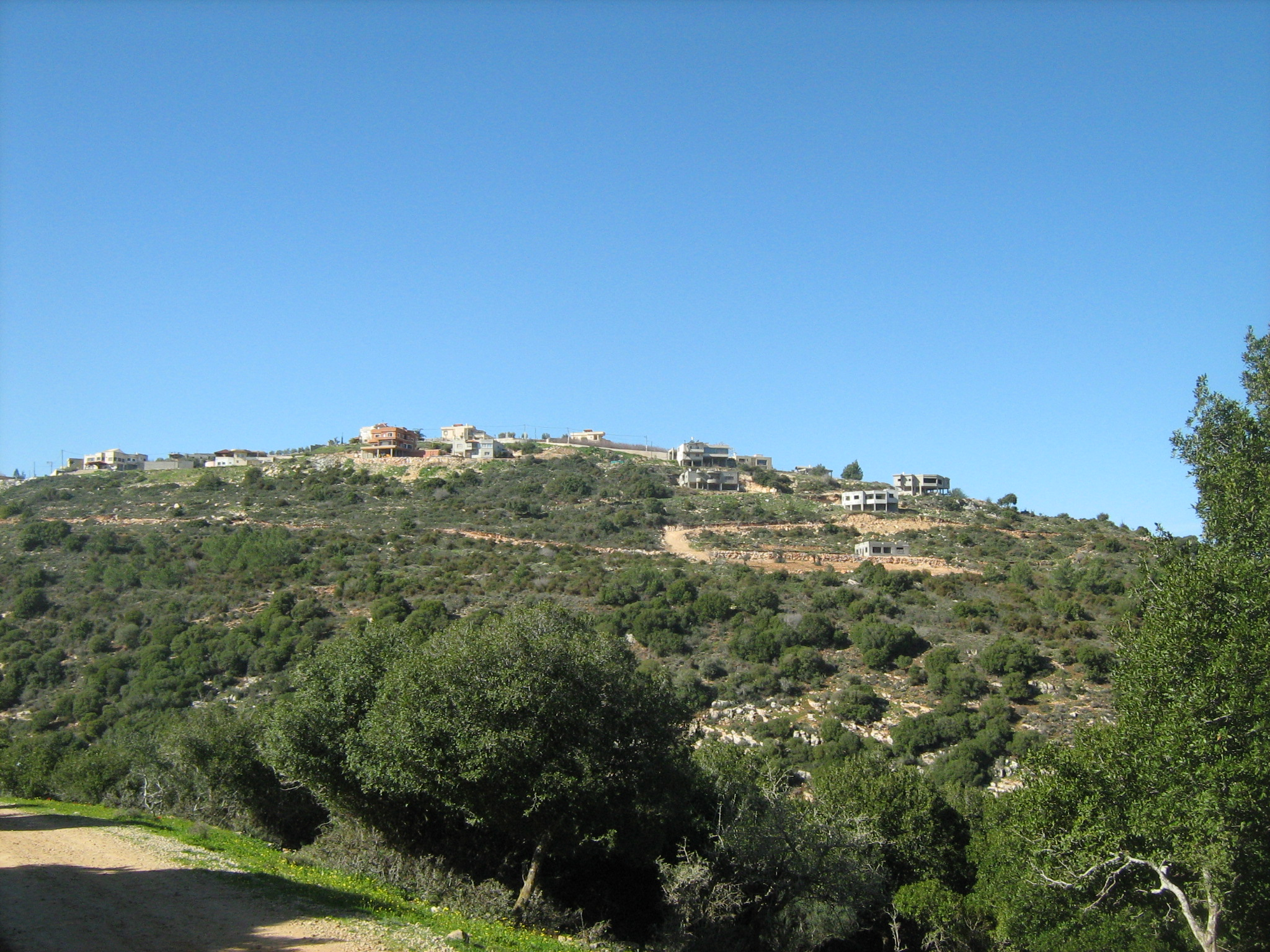
Localitatea Isfiye pe Muntele Carmel

## Accepțiunile geografice ale termenului. Geografie și geologie
Denumirea "Muntele Carmel" are, de fapt, trei accepțiuni în geografia Israelului și a Palestinei: 
- 1. accepțiune lărgită : lanțul de munți lung de 39 km, întinzându-se departe în sud-est până la zona orasului palestinian Jenin.
- 2. accepțiune restrânsa: partea nord-vestică, lungă de circa 19 km, a lanțului de munți.
- 3. accepțiunea cea mai restrânsă sau Muntele Carmel propriu zis - capătul de nord-vest al lanțului muntos, la Haifa.

Muntele Carmel, sub toate înțelesurile, formează o barieră naturală, așa cum Valea Izreel formează un loc de trecere natural, și aceasta a avut impact asupra invaziilor și migrațiilor în decursul secolelor. 
El este constituit dintr-un amestec de calcar și silex, conținând numeroase peșteri, și acoperit de mai multe roci vulcanice. 
Partea mai abruptă a muntelui e acoperită de o vegetație luxuriantă, inclusiv stejari, pini, măslini, dafini etc. 
Pe acest lanț muntos sunt așezate mai multe localități importante ca Yokneam pe creasta de est, Zikhron Yaacov pe povârnișul de sud, orasul druz Daliat al Karmal pe o parte mai central a crestei, și orasele Nesher, Tirat Hacarmel și metropola Haifa pe promontoriul nord-vestic și la baza lui. La sud-est de Haifa pe unul din punctele cele mai ridicate ale lanțului de munti se află kibutzul Beyt Oren.

## Patrimoniu mondial al umanității UNESCO
Siturile arheologice din Munții Carmel au fost înscrise în anul 2012 pe lista patrimoniului mondial al umanității UNESCO.